# Семейство Флинтстоун (филм)
„Семейство Флинтстоун“ (на английски: The Flintstones) е американска комедия от 1994 г. на режисьора Брайън Левант. Сценаристи са Том Паркър, Тим Дженъуайн и Стивън де Суза. Игрална адаптация е на анимационния сериал „Семейство Флинтстоун“ (1960 – 1966), а главните роли се изпълняват от Джон Гудмън в ролята на Фред Флинтстоун, Рик Моранис като Барни Ръбъл, Елизабет Пъркинс като Уилма Флинтстоун, Роузи О'Донъл като Бети Ръбъл, Кайл Маклоклън като злия вице-президент Клиф Вандъркейв, Хали Бери като съблазнителната секретарка Шарън Стоун и Елизабет Тейлър (в нейната последна филмова поява) като Пърл Слагхупъл, майката на Уилма.
Прелюдията, озаглавена „Флинтстоун 2: Да живее Рок Вегас“, е пуснат през 2000 г.

## Актьорски състав
- Джон Гудмън – Фред Флинтстоун
- Рик Моранис – Барни Ръбъл
- Елизабет Пъркинс – Уилма Флинтстоун
- Роузи О'Донъл – Бети Ръбъл
- Кайл Маклоклан – Клиф Вандъркейв
- Хали Бери – госпожица Шарън Стоун
- Мел Бланк – Дино (архивен запис)
- Елизабет Тейлър – Пърл Слагхупъл
- Илейн и Мелани Силвър – Пебълс Флинтстоун
- Хлинур и Марино Сигурдсон – Бам-Бам Ръбъл
  - Елизабет Дейли – гласът на Бам-Бам
- Дан Флорек – господин Слейт
- Ричард Мол – Хоуджи
- Ъруин Кийс – Джо Рокхед
- Джим Дугън – Майстор
- Харви Корман – гласът на Диктоптицата
- Джонатан Уинтърс – Опърпан мъж, колега на Фред и Барни
- Джак О'Халоран – Йети
- Б-52 – Би Си 52
- Джийн Вандър Пил – госпожа Фелдспар: Вандър Пил е гласът на Уилма в анимационния сериал
- Лорейн Нюман – Сюзън Рок
- Шерил Лий Ралф – госпожа Пирит
- Джей Лено – водещ на „Най-търсените в Бедрок“
- Уилям Хана – член на заседателната зала
- Джоузеф Барбера – мъж, който кара Мерсандес

## Снимачен процес
Снимките започват на 17 май 1993 г. и приключват на 20 август 1993 г.

## „Семейство Флинтстоун“ В България
В България филмът първоначално е разпространен на VHS на Александра Видео през 1994 г.
Филмът има общо 6 дублажа в България. През 1996 г. първоначално се излъчва по Канал 1 на БНТ с първи български дублаж за телевизията. Ролите се озвучават от Даринка Митова, Мария Никоевска, Васил Бъчваров и Стефан Димитриев.
На 15 септември 2001 г. прави повторно излъчване в събота от 20:30 ч. с втори дублаж. Екипът се състои от:
| Обработка              | Продуцентско направление „КИНО“                                                            |
| ---------------------- | ------------------------------------------------------------------------------------------ |
| Изпълнителен продуцент | Тодор Игнатов                                                                              |
| Тонрежисьор            | Николай Пефев                                                                              |
| Режисьор на дублажа    | Петя Силянова                                                                              |
| Озвучаващи артисти     | Даринка Митова Мария Никоевска Мая Лисичкова Васил Бъчваров Николай Николов Петър Върбанов |
| Превод                 | Веселина Пършорова                                                                         |

На 17 декември 2005 г. започна по bTV с трети войсоувър дублаж, в неделя от 20:00 ч. Ролите се озвучават от Нели Топалова, Ева Демирева, Любомир Младенов, Веселин Ранков и Пламен Манасиев.
На 15 февруари 2013 г. започна и по Нова телевизия с четвърти дублаж. Екипът се състои от:
| Озвучаващи артисти  | Даниела Йорданова Йорданка Илова Петя Миладинова Стефан Сърчаджиев-Съра Николай Николов Силви Стоицов |
| Преводач            | Ирина Ценкова                                                                                         |
| Тонрежисьор         | Стефан Дучев                                                                                          |
| Режисьор на дублажа | Димитър Кръстев                                                                                       |

На 20 юли 2019 г. започна повторно и по bTV Comedy с пети дублаж на Медиа Линк. Екипът се състои от:
| Озвучаващи артисти  | Таня Димитрова Ани Василева Стефан Димитриев Васил Бинев Светломир Радев |
| Преводач            | Невена Генчева                                                           |
| Тонрежисьор         | Емил Енев                                                                |
| Режисьор на дублажа | Михаела Минева                                                           |

На 1 юли 2022 г. се излъчва по Fox с дублаж на студио „Про Филмс“. Екипът се състои от:
| Озвучаващи артисти  | Татяна Захова Елена Русалиева Десислава Знаменова Александър Митрев Христо Узунов |
| Преводач            | Ирина Ценкова                                                                     |
| Тонрежисьор         | Николай Марков                                                                    |
| Режисьор на дублажа | Анна Тодорова                                                                     |